# Mcclungia cymo fallens
Mcclungia cymo fallens, popularmente chamada asa-de-vidro, é uma subespécie de Mcclungia cymo, uma borboleta neotropical da família dos ninfalídeos (Nymphalidae). É endêmica do Brasil.

## Distribuição e habitat
Mcclungia cymo fallens foi registrada no sudeste do Brasil no Rio de Janeiro, Espírito Santo, Minas Gerais (municípios de Marliéria e Raul Soares) e Bahia (município de Itamaraju). Ao longo de sua distribuição ocorre no Parque Estadual do Rio Doce, de Minas Gerais. Habita baixadas (de 0 a 300 metros), no pé de morros próximos a matas alagadas.

## Ecologia e conservação
Adultos de Mcclungia cymo fallens vivem mais de 30 dias e voam baixo próximo ao chão da mata. Tal como muitos dos itomiíneos, os machos são atraídos por iscas de fedegodo (Heliotropium). A espécie deposita seus ovos em folhas de Cestrum, das solanáceas (Solanaceae), e os juvenis são semelhantes a outras espécies próximas. Como outras espécies, sofre com degradação e perda de habitat. Em 2005, foi classificada com em perigo na Lista de Espécies da Fauna Ameaçadas do Espírito Santo; em 2010, como vulnerável na Lista de espécies de fauna e flora do estado de Minas Gerais; e em 2014 e 2018, respectivamente, como criticamente em perigo no Livro Vermelho da Fauna Brasileira Ameaçada de Extinção e na Lista Vermelha do Livro Vermelho da Fauna Brasileira Ameaçada de Extinção do Instituto Chico Mendes de Conservação da Biodiversidade (ICMbio).